# Hirofumi Nojima
Hirofumi Nojima (野島 裕史 Nojima Hirofumi?, nacido el 16 de abril de 1973 en Tokio) es un seiyū japonés. Está representado por Sigma Seven. Tiene sangre tipo A. Es el hijo del seiyū, Akio Nojima, y hermano mayor del seiyū, Kenji Nojima.

## Anime

### Anime de TV
- Agatha Christie no Meitantei Poirot to Marple (Hastings)
- ARIA The ANIMATION (Akatsuki Izumo)
- ARIA The NATURAL (Akatsuki Izumo)
- ARIA The ORIGINATION (Akatsuki Izumo)
- Crush Gear Nitro (Yū Akusawa)
- Death Note (Reiji Namikawa)
- Digimon Savers (Touma H. Norstein)
- Drifters (Mills)[1]
- Fantastic Children (Padre de Flow, Miembro D del grupo GED (eps. 10, 14, 22-23), noble A (ep. 16, 18-19), hombre del orfanato (ep. 1, 3, 4), Poppu (ep. 7), reportero A (ep. 2), investigador A (eps. 11-12, 25), soldado (ep. 24))
- Gakuen Alice (Profesor Asistente)
- Gakuen Heaven (Takuto Iwai)
- Gilgamesh (Decem)
- Gunparade Orchestra (Kō Kojima)
- Hentai Ouji to Warawanai Neko (Ponta)
- Honey and Clover (Kazuhiko Hasegawa, estudiante masculino C (ep. 11))
- Inazuma Eleven (Shuuya Gouenji)
- Inukami! (Sōtaro Kawahira)
- Inu Yasha (Deshi/Discípulo)
- Jigoku Shōjo Futakomori (Shōki (ep. 4))
- Karin (Boogie-kun, manager de Julien)
- Keppeki Danshi! Aoyama-kun (Shion Narita)
- Kiddy Grade (Renault Berlioz)
- Kuroko no Basket (Shun Izuki)
- Kyōkai no Rinne 3 (Ken Ameno, ep 53)
- Midori no Hibi (Osamu Miyahara)
- Nanatsuiro Drops (Masaharu Tsuwabuki)
- Overman King Gainer (Gainer Sanga)
- Pandora Hearts (Elliot Nightray)
- Romeo x Juliet (Francisco)
- SD Gundam Force (Kijumaru, Purio)
- Shakugan no Shana (Ike Hayato)
- Toradora! (Yūsaku Kitamura)
- Trinity Blood (Cain joven - ep. 24)
- Ueki no Hōsoku (Kuroiwa)
- Utawarerumono (Hien)
- Victorian Romance Emma (Robert Halford)
- Vampire Knight Guilty (Haruka Kuran)
- Yamato Nadeshiko Shichi Henge (Ranmaru Moori)
- Shaman King Flowers (Yohkyo Asakura)

### Drama CD
- Shakugan no Shana (Hayato Ike)
- 'Special A (Ryu Tsuji)